# Live In Cocodrile Cafe
Live In Cocodrile Cafe es un álbum en vivo de la agrupación estadounidense Mad Season, grabado en 1994. El álbum contiene una canción inédita titulada "Jesusathon". El disco nunca fue lanzado de manera oficial, por lo que se le considera un bootleg.

## Listado de canciones
1. "Artificial Red"
2. "Wake Up"
3. "I Don't Know Anything"
4. "River Of Deceit"
5. "All Alone"
6. "November Hotel"
7. "Lifeless Dead"
8. "Jesusathon"

## Personal
- Layne Staley, Voz y guitarra
- Mike McCready, Guitarra
- John Baker Saunders, Bajo
- Barrett Martin - Batería